# Villers-Vaudey
Villers-Vaudey là một xã ở tỉnh Haute-Saône trong vùng Franche-Comté phía đông Pháp. Xã có diện tích 5,55 km², dân số năm 2006 là 61 người. Khu vực này có độ cao từ 234-306 mét trên mực nước biển.